# Donas
Donas is een plaats (freguesia) in de Portugese gemeente Fundão en telt 912 inwoners (2001).